# United States Navy SEALs
| Znak enote |

Tjulnji Vojne mornarice Združenih držav

SEAL

Tjulnji

Vojna mornarica
NAVSPECWARCOM
pomorska pehotna
specialna enota
18 ur po mobilizaciji
urbano bojevanje, zračni desant, specialne operacije, podvodno bojevanje
NAVSPECWARCOM, San Diego, ZDA
"The only easy day was yesterday!" ("Edini lahek dan je bil včeraj")
glej članek
glej članek
1. januar 1962

John F. Kennedy ustanovil enoto zaradi potrebe po silah sposobnih kirurško natančnega in prikritega delovanja na morju, v zraku ter na kopnem.
Operacija Nujni bes
Operacija Puščavska nevihta
United States Navy SEALs (slovensko Morje Zrak Zemlja, Tjulnji) je ameriška specialna enota vojne mornarice ZDA.
Za razliko od ostalih specialnih sil ameriških oboroženih sil so pripadniki enot SEAL edini, ki imajo opravljanje urjenje iz podvodnega bojevanja in pridobljen naziv bojnega potapljača.

## Zgodovina enote
Enota je bila ustanovljena januarja 1962 na ukaz ameriškega predsednika Johna F. Kennedyja. Prvi pripadniki novo-ustanovljene enote so prišli iz UDT.

## Pogoji
Kandidati, ki hočejo vstopiti v enoto SEAL, morajo izpoljevati:
- ameriški državljani,
- mlajši od 28 let,
- prestati varnostno preverjanje in
- prestati preizkuse telesne pripravljenosti in vzdržljivosti:
preplavati 457 m pod 12 min 30 s
- 10 min počitka -
najmanj 42 sklec pod 2 min
- 2 min počitka -
najmanj 50 počepov pod 2 min
- 2 min počitka -
vsaj 6 dvigov v vesi
1,5 milje teka v vojaških škornjih pod 11 min 30 s.

## Urjenje
Urjenje, ki poteka v BUD/S, je razdeljeno v 4 faze:
- 8 tedensko telesno utrjevanje; 5. teden je znan kot Peklenski teden (Hell's Week) - v sedmih dneh spijo le 4 ure
- sedem tedensko telesno utrjevanje in učenje bojnega potapaljanja.
- 10 tedensko urjenje s področja kopenskega bojevanja.
- tri tedensko padalsko urjenje

Temu sledi še specialistično urjenje (npr. bolničarji imajo še dodatnih 30 tednov urjenja). Zatem jih razporedijo na 6-mesečno pripravništvo v prave enote SEAL; če dosežejo norme, jih šele takrat sprejmejo kot polnopravne člane enot SEAL.

## Zgodovina
- Vietnamska vojna (Vietnam)
- Operacija Nujni bes (Grenada, 1983)
- Operacija Puščavska nevihta (Kuvajt, 1991)